# Battaglia di Perryville
La battaglia di Perryville (conosciuta anche come battaglia di Chaplin Hills) venne combattuta l'8 ottobre 1862 nei pressi di Perryville (in Kentucky) durante la guerra di secessione americana.
L'Armata Confederata del Mississippi del generale Braxton Bragg riuscì ad ottenere una vittoria tattica contro le forze del generalmaggiore Don Carlos Buell il quale tuttavia riuscì a mantenere il controllo del Kentucky e spinse Bragg a ritirarsi verso il Tennessee.

## La battaglia
Il 7 ottobre le forze di Buell (divise in tre colonne) raggiunsero quelle di Bragg e, dopo una serie di scaramucce con la cavalleria sudista a Springfield Pike, si scontrarono l'indomani all'alba a Peters Hill. A mezzogiorno i sudisti riuscirono a costringere le truppe di Alexander McDowell McCook a ritirarsi.
Rinforzando il proprio lato sinistro, i nordisti riuscirono a stabilizzare la propria linea respingendo un nuovo attacco dei confederati.
Bragg, a corto di soldati e rifornimenti, approfittando della notte si ritirò verso est nel Tennessee.